# Morpho hecuba

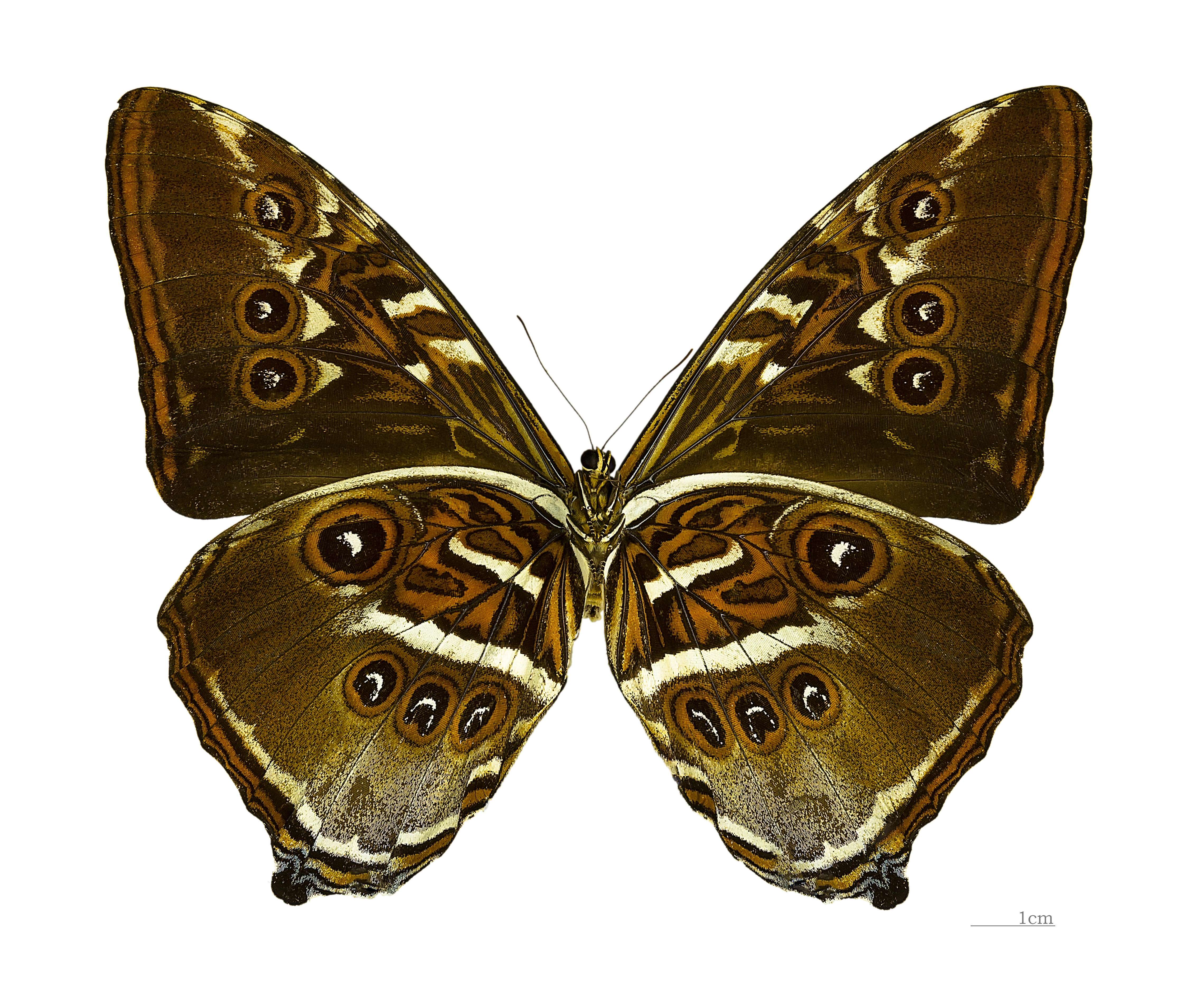
Männchen, Unterseite

Morpho hecuba ist ein in Südamerika vorkommender Schmetterling (Tagfalter) aus der Familie der Edelfalter (Nymphalidae).

## Merkmale

### Falter
Weibliche  Falter von Morpho hecuba können eine Flügelspannweite von bis zu 200 Millimetern erreichen und ergeben damit die größten Exemplare innerhalb der Gattung der Morphos. Die Geschlechter unterscheiden sich geringfügig bezüglich der Färbung. Die Vorderflügeloberseite der Männchen ist rötlich, am Außenrand dunkler und rotbraun gefleckt. Von der Flügelwurzel bis etwa zur Flügelmitte verläuft am Vorderrand ein dunkelbrauner Streifen. Bei den Weibchen ist die Grundfarbe etwas heller rötlich und der Vorderrandstreifen ist blasser ausgebildet. Die Hinterflügeloberseite ist bei beiden Geschlechtern in der Basalregion grauweiß, in Richtung Außenrand dunkel rotbraun. Am Analwinkel befindet sich ein kurzes, gerundetes Schwänzchen. Exemplare aus Kolumbien sind im Gesamterscheinungsbild heller. Die Flügelunterseiten zeigen ein auffälliges Muster, das aus einer rotbraunen Marmorierung, weißlichen Streifen und Flecken sowie mehreren unterschiedlich großen, rötlich umrandeten Augenflecken besteht.

### Raupe
Ausgewachsene Raupen sind bräunlich gefärbt und mit zwei breiten, grünen, lang gestreckten Rückenflecken versehen. Die Seitenstreifen sind ebenfalls grün. Der Körper ist auf der gesamten Länge mit langen, dünnen, grauen Haaren überzogen. Junge Raupen sind am Kopf dicht bürstenförmig behaart.

## Vorkommen, Lebensraum und Unterarten
Die Art kommt in tropischen Regenwäldern im nördlichen Südamerika vor. Neben der in Französisch-Guayana beheimateten Nominatform Morpho hecuba hecuba sind drei weitere Unterarten bekannt.
- Morpho hecuba obidonus Fruhstorfer, 1905, in Suriname und Amazonas
- Morpho hecuba polyidos Fruhstorfer, 1912, in Venezuela, Kolumbien und Brasilien
- Morpho hecuba werneri Hopp, 1921, in Südkolumbien und Ecuador.

## Lebensweise
Die Falter fliegen bevorzugt in oder über Baumkronen und legen auf der Suche nach Partnern zuweilen Stecken über mehrere Kilometer zurück. Die Raupen ernähren sich von den Blättern von Mondsamengewächsen (Menispermaceae). Diese enthalten Giftstoffe, die in den Raupen gespeichert werden, wodurch sie für potentielle Fressfeinde ungenießbar werden.